# Mike Tyson
Michael Gerard "Mike" Tyson (sinh ngày 30 tháng 6 năm 1966) là một cựu vận động viên quyền Anh người Hoa Kỳ. Ông từng là nhà vô địch tuyệt đối hạng nặng ở môn quyền Anh, là võ sĩ trẻ nhất từng giành đai quyền anh
WBC, WBA và IBF khi mới 20 tuổi, 4 tháng và 22 ngày. Tyson thắng 19 trận chuyên nghiệp đầu tiên của mình bằng knockout, 12 trận knockout ngay ở hiệp đầu tiên. Tyson giành đai WBC sau khi đánh bại Trevor Berbick bằng nốc ao kĩ thuật ở hiệp thứ hai. Năm 1987, Tyson giành được các danh hiệu WBA và IBF sau khi đánh bại James Smith và Tony Tucker. Điều này đưa Tyson thành nhà vô địch hạng nặng đầu tiên nắm giữ đồng thời cả ba đai WBA, WBC và IBF, và là người duy nhất thống nhất chúng cho đến nay.
Năm 1988, Tyson đã trở thành nhà vô địch quyền Anh sau khi hạ Michael Spinks trong 91 giây. Tyson bảo vệ thành công chức vô địch hạng nặng thế giới chín lần, trong đó có chiến thắng trước Larry Holmes và Frank Bruno. Năm 1990, ông để mất chức vô địch của mình vào tay Underdog James "Buster" Douglas, sau khi bị knockout trực tiếp ở hiệp 10. Cố gắng để lấy lại danh hiệu, ông đã đánh bại Donovan Ruddock hai lần vào năm 1991, nhưng sau đó đã không thể thi đấu với nhà vô địch hạng nặng Evander Holyfield do chấn thương. Năm 1992, Tyson bị kết tội cưỡng hiếp Desiree Washington và bị kết án sáu năm tù giam nhưng được thả sau khi thụ án ba năm. Sau khi ra tù, ông tham gia vào một loạt trận đấu để quay trở lại ngôi vô địch. Năm 1996, Tyson đã giành được danh hiệu WBC và WBA sau khi đánh bại Frank Bruno và Bruce Seldon bằng knock-out. Với việc đánh bại Bruno, Tyson cùng với Floyd Patterson, Muhammad Ali, Tim Witherspoon, Evander Holyfield, và George Foreman trở thành những võ sĩ duy nhất trong lịch sử quyền Anh đến thời điểm đó đã lấy lại được chức vô địch hạng nặng sau khi đã đánh mất nó. Sau khi bị tước bỏ danh hiệu vô địch WBC, Tyson bị mất danh hiệu WBA của mình vào tay Evander Holyfield trong tháng 11 năm 1996 vì knockout tại hiệp thứ mười một. Trận tái đấu năm 1997 kết thúc khi Tyson bị xử thua vì cắn đứt một phần tai của Holyfield.
Năm 2002, ông thi đấu trận tranh đai danh hiệu hạng nặng thế giới ở tuổi 35, nhưng bị Lennox Lewis đánh bại bằng knockout. Tyson đã treo găng quyền anh chuyên nghiệp vào năm 2006, sau khi bị đánh bại trong hai trận liên tiếp đấu với Danny Williams và Kevin McBride. Tyson tuyên bố phá sản vào năm 2003, mặc dù đã nhận được hơn 30 triệu USD cho các trận đấu và 300 triệu USD từ các nguồn khác trong suốt sự nghiệp. Lúc đó theo báo cáo tài chính ông đã nợ khoảng 23 triệu USD.
Tyson nổi tiếng với phong cách đấm bốc dữ dội và đáng sợ của mình cũng như hành vi gây tranh cãi cả bên trong và bên ngoài sàn đấu. Với biệt danh "The Baddest Man on the Planet", "Kid Dynamite", và "Iron Mike", Tyson được coi là một trong những võ sĩ hạng nặng giỏi nhất mọi thời đại. Ông được xếp thứ 16 trong danh sách 100 tay đấm vĩ đại nhất mọi thời đại của The Ring, và số một trong danh sách "tay đấm mạnh nhất trong lịch sử quyền anh hạng nặng" của ESPN. Sky Sports đánh giá ông là "võ sĩ quyền anh đáng sợ nhất từng xuất hiện" và mô tả ông "có lẽ là võ sĩ dữ dội nhất từng bước vào thi đấu chuyên nghiệp". Tyson đã được giới thiệu vào Đại sảnh vinh danh Quyền Anh quốc tế.

## Tuổi thơ
Tyson đã được sinh ra tại Brooklyn, thành phố New York. Ông có một người anh trai tên là Rodney (sinh khoảng 1961) và đã có một người chị tên là Denise, người đã qua đời vì đau tim ở tuổi 24 vào tháng 2 năm 1990.
Cha đẻ của Tyson được liệt kê là "Purcell Tyson" (người đến Mỹ từ Jamaica) trên giấy khai sinh, nhưng người đàn ông Tyson đã được biết đến như là bố là Jimmy Kirkpatrick. Kirkpatrick đến từ Grier Town, North Carolina (một khu vực chủ yếu người da đen đã được sáp nhập vào thành phố Charlotte), nơi ông là một trong những cầu thủ bóng chày hàng đầu của khu phố. Kirkpatrick kết hôn và có một con trai, người em trai Jimmie Lee Kirkpatrick Tyson, người sẽ giúp đỡ phát triển bóng đá Mỹ cho trường trung học Charlotte vào năm 1965. Năm 1959, Jimmy Kirkpatrick rời bỏ gia đình và chuyển đến Brooklyn, nơi ông gặp mẹ của Tyson, Lorna Mae (Smith) Tyson. Mike Tyson đã được sinh ra vào năm 1966. Kirkpatrick thường xuyên chơi bi-a, đánh bạc và tụ tập trên các đường phố. "Cha tôi là một anh chàng ngoài đường phố thường xuyên bị cuốn vào thế giới đường phố", Tyson nói. Kirkpatrick từ bỏ gia đình Tyson khoảng thời gian Mike đã được sinh ra, để lại mẹ của Tyson chăm sóc cho các con một mình. Kirkpatrick đã chết vào năm 1992.
Gia đình Tyson sống ở Bedford-Stuyvesant cho đến gánh nặng tài chính của họ buộc họ phải chuyển tới Brownsville khi Tyson 10 tuổi. Mẹ Tyson qua đời sáu năm sau đó, để lại Tyson khi đó 16 tuổi sống với sự chăm sóc của người quản lý quyền anh và huấn luyện viên Cus D'Amato, người sẽ trở thành người giám hộ hợp pháp của anh. Tyson sau đó nói, "Tôi chưa bao giờ thấy mẹ tôi hạnh phúc với tôi và tự hào về tôi khi tôi làm gì đó. Mẹ tôi chỉ biết tôi là một đứa trẻ hoang dã trên đường phố, về nhà với quần áo mới mà bà biết rằng tôi không phải trả tiền cho chúng; tôi không bao giờ có một cơ hội để nói chuyện với mẹ hay hiểu thêm về mẹ. Về chuyên môn, chuyện đó không sao, nhưng về tình cảm cá nhân thì đó là một nỗi thất vọng lớn."
Suốt thời thơ ấu của mình, Tyson sống trong và xung quanh các khu phố có tỷ lệ tội phạm cao. Theo một cuộc phỏng vấn chi tiết, vụ đánh nhau đầu tiên của anh với một đứa trẻ lớn hơn, người đã kéo đứt đầu một trong những con chim bồ câu của Tyson. Tyson đã nhiều lần bị bắt vì các tội lặt vặt và đánh nhau với những người khác dám chế giễu giọng nói và âm thanh the thé của anh. Ở tuổi 13, Tyson đã bị bắt 38 lần. Cuối cùng anh nhập học tại Trường Tryon cho nam sinh tại Johnstown, New York. Khả năng quyền anh nổi bật của Tyson đã được phát hiện ở đó do Bobby Stewart, một nhân viên tư vấn trung tâm giam giữ vị thành niên và cựu võ sĩ quyền Anh. Stewart coi Tyson là một chiến binh xuất sắc và đào tạo Tyson trong một vài tháng trước khi giới thiệu anh đến Cus D'Amato. Tyson sau đó bỏ học trung học. Sau này Tyson sẽ được trao bằng Tiến sĩ danh dự về nhân đạo của Central State University vào năm 1989.
Kevin Rooney cũng đào tạo Tyson, và ông đã thỉnh thoảng được Teddy Atlas hỗ trợ, mặc dù ông đã bị D'Amato sa thải khi Tyson được 15 tuổi. Rooney cuối cùng làm tất cả các nhiệm vụ huấn luyện cho Tyson.

## Nghiệp dư
Tyson đã giành huy chương vàng tại các năm 1981 và 1982 Junior Olympic Games, đánh bại Joe Cortez trong năm 1981 và đánh bại Kelton Brown vào năm 1982, khiến Brown phải tung khăn xin thua ở vòng đầu tiên. Ông giữ kỷ lục Junior Olympic cho đấu loại trực tiếp nhanh nhất (8 giây). Ông đã thắng mọi trận tại Olympic Junior Olympic bằng knock-out. Ông đã đấu với Henry Tillman hai lần như một võ sĩ nghiệp dư, thua cả hai trận do quyết định so điểm của trọng tài. Tillman đã giành huy chương vàng hạng nặng tại Thế vận hội mùa hè 1984 tại Los Angeles.

## Chuyên nghiệp

### Trở thành ngôi sao
Tyson đã có trận khởi đầu quyền Anh chuyên nghiệp khi còn là một thanh niên 18 tuổi vào ngày 6 tháng 3 năm 1985, tại Albany, New York. Ông đã đánh bại Hector Mercedes bằng TKO vòng đầu tiên. Trong năm đầu tiên thi đấu chuyên nghiệp Tyson có 15 lần thượng đài. Chiến đấu thường xuyên, Tyson đã thắng 26 trong số 28 trận chiến đầu tiên của mình bằng KO hoặc TKO; 16 trong số đó diễn ra ở hiệp đầu tiên. Chất lượng của đối thủ của ông dần dần tăng lên đến mức các võ sĩ tranh ngôi vô địch các giải lớn, như James Tillis, David Jaco, Jesse Ferguson, Mitch Green, và Marvis Frazier. Chiến thắng của Tyson đã thu hút sự chú ý của truyền thông và Tyson được coi là nhà vô địch hạng nặng tiếp theo. D'Amato chết vào tháng 11 năm 1985, tương đối sớm trong sự nghiệp chuyên nghiệp của Tyson và một số suy đoán rằng cái chết của ông là chất xúc tác cho nhiều rắc rối mà Tyson phải trải qua khi cuộc đời và sự nghiệp của ông ta tiến triển.
Trận đấu trực tiếp trên truyền hình toàn quốc đầu tiên của Tyson diễn ra vào ngày 16 tháng 2 năm 1986, tại Houston Field House ở Troy, New York đấu với võ sĩ hạng nặng Jesse Ferguson, và được ABC Sports truyền hình. Tyson đã hạ gục Ferguson bằng một cú uppercut ở hiệp thứ năm, làm vỡ mũi của Ferguson. Trong hiệp thứ sáu, Ferguson bắt đầu ôm và trói Tyson trong một nỗ lực rõ ràng để tránh bị đánh thêm. Sau khi khuyên nhủ Ferguson nhiều lần để tuân theo mệnh lệnh của mình, cuối cùng trọng tài đã dừng cuộc chiến gần giữa hiệp 6. Trận đấu ban đầu được tính là một chiến thắng cho Tyson khi đối đối thủ bị loại (DQ=disqualification). Phán quyết đã được "điều chỉnh" thành một trận thắng bằng loại trực tiếp kỹ thuật (TKO) sau khi người của Tyson phản đối rằng một chiến thắng do DQ sẽ chấm dứt chuỗi chiến thắng KO của Tyson, và việc Tyson thắng bằng KO sẽ là kết quả không thể tránh khỏi.
Vào tháng 7, sau khi ghi thêm sáu chiến thắng bằng KO, Tyson đã chiến đấu với cựu đối thủ vô địch thế giới Marvis Frazier ở Glens Falls, New York trong một chương trình phát sóng khác của ABC Sports. Tyson đã thắng dễ dàng, tấn công Frazier ngay khi tiếng chuông bắt đầu và đánh anh ta bằng một cú uppercut khiến Frazier bất tỉnh sau khi trận đấu bắt đầu ba mươi giây.
Vào ngày 22 tháng 11 năm 1986, Tyson được trao danh hiệu đầu tiên trong trận đấu với chức vô địch hạng nặng Trevor Berbick tranh chức vô địch World Boxing Council (WBC). Tyson đã giành được danh hiệu này nhờ TKO trong hiệp hai, và ở độ tuổi 20 năm 4 tháng, ông đã trở thành nhà vô địch hạng nặng trẻ nhất trong lịch sử. Hiệu suất thi đấu vượt trội của Tyson mang lại nhiều giải thưởng. Donald Saunders đã viết: "Nghệ thuật đấm bốc cao quý và nam tính ít nhất có thể ngừng lo lắng về tương lai trước mắt của nó, bây giờ [nó] đã phát hiện ra một nhà vô địch hạng nặng đủ để sát cánh cùng Dempsey, Tunney, Louis, Marciano và Ali." 
Tyson làm các đối thủ sợ hãi bằng sức mạnh, kết hợp với tốc độ tay, độ chính xác, phối hợp và tính toán thời điểm vượt trội. Tyson cũng sở hữu những khả năng phòng thủ đáng chú ý, giơ hai tay lên cao theo kiểu peek-a-bo do người cố vấn của mình là Ecl D'Amato dạy để né tránh và đan xen vào những cú đấm của đối thủ trong khi tính toán thời gian ra đòn cho chính mình. Kỹ thuật đấm bùng nổ của Tyson phần lớn là do ông cúi xuống ngay lập tức trước khi tung ra một cú đấm móc hoặc một cú uppercut: điều này cho phép 'lò xo' của chân Tyson thêm sức mạnh cho cú đấm. Chiêu thức đặc trưng của Tyson là một cú đấm móc phải vào cơ thể của đối thủ, sau đó là một cú uppercut bên phải vào cằm của đối thủ. Lorenzo Boyd, Jesse Ferguson và José Ribalta đều bị hạ gục bởi liên hoàn đòn này.

### Nhà vô địch không thể tranh cãi
Kỳ vọng dành cho Tyson là vô cùng cao, và ông trở thành võ sĩ được yêu thích để giành chiến thắng trong loạt trận đấu thống nhất danh hiệu hạng nặng, một giải đấu được thiết kế để thành lập một nhà vô địch hạng nặng không thể tranh cãi. Tyson bảo vệ danh hiệu của mình trước James Smith vào ngày 7 tháng 3 năm 1987, tại Las Vegas, Nevada. Anh đã giành chiến thắng bằng quyết định nhất trí của trọng tài và thêm danh hiệu Hiệp hội Quyền anh Thế giới (WBA) của Smith vào vành đai hiện tại của mình. "Tyson-mania" - cuồng Tyson trên các phương tiện truyền thông trở nên rầm rộ. Ông đã đánh bại Pinklon Thomas vào tháng 5 bằng TKO ở hiệp thứ sáu. Vào ngày 1 tháng 8, Tyson đã giành được danh hiệu Liên đoàn Quyền anh Quốc tế (IBF) từ Tony Tucker trong một quyết định nhất trí của trọng tài sau 12 hiệp: 119-111, 118-113, và 116-112. Tyson trở thành võ sĩ hạng nặng đầu tiên sở hữu đồng thời cả ba đai vô địch lớn   - WBA, WBC và IBF. Một trận đấu khác, vào tháng 10 năm đó, đã kết thúc với chiến thắng dành cho Tyson trước võ sĩ Tyrell Biggs và giành huy chương vàng siêu hạng nặng Olympic năm 1984 bằng TKO ở hiệp 7.
Trong thời gian này, Tyson đã thu hút sự chú ý của công ty game Nintendo. Sau khi chứng kiến một trong những trận đánh của Tyson, chủ tịch Nintendo của Mỹ, Minoru Arakawa đã bị ấn tượng bởi "sức mạnh và kỹ năng" của Tyson, khiến ông đề nghị Tyson được đưa vào bản game Punch Out của Nintendo Entertainment System sắp phát hành. Năm 1987, Nintendo phát hành Mike Tyson's Punch-Out !!, đã được đón nhận tốt và bán được hơn một triệu bản.
Tyson đã có ba trận đấu vào năm 1988. Anh phải đối mặt với Larry Holmes vào ngày 22 tháng 1 năm 1988 và đánh bại cựu vô địch huyền thoại bằng KO ở hiệp bốn. Đây là trận thua trực tiếp duy nhất mà Holmes phải chịu trong 75 trận thi đấu chuyên nghiệp. Vào tháng 3, Tyson sau đó đã chiến đấu với ứng cử viên Tony Tubbs ở Tokyo, Nhật Bản, giành chiến thắng TKO dễ dàng ở hiệp hai khi bên ngoài trận đấu vẫn còn đang tập trung vào quảng cáo và tiếp thị.
Vào ngày 27 tháng 6 năm 1988, Tyson đối mặt với Michael Spinks. Spinks, người đã giành chức vô địch hạng nặng từ Larry Holmes thông qua quyết định của trọng tài sau 15 hiệp năm 1985, đã không mất danh hiệu của mình trên võ đài nhưng không được các tổ chức quyền anh lớn công nhận là nhà vô địch. Holmes trước đó đã từ bỏ tất cả trừ danh hiệu IBF, và cuối cùng danh hiệu này của Spinks đã bị tước đi sau khi anh ta chọn chiến đấu với Gerry Cooney (thắng bằng TKO ở hiệp 5) thay vì đấu với Tony Tucker, đối thủ số 1 của IBF, vì trận đấu với Cooney đã cho anh nhiều tiền hơn. Tuy nhiên, Spinks đã trở thành nhà vô địch tiếp theo bằng cách đánh bại Holmes và nhiều võ sĩ khác (bao gồm cả tạp chí Ring) coi anh ta chính đáng để trở thành nhà vô địch hạng nặng thực sự. Trận đấu lúc đó là trận đấu nhiều tiền nhất trong lịch sử và có kỳ vọng rất cao. Các học giả chuyên đấm bốc đã dự đoán một trận chiến phong cách vĩ đại, với cuộc đấu đá quyết liệt của Tyson đối kháng với những pha né đòn và đấm đá khéo léo của Spinks. Cuộc chiến kết thúc sau 91 giây khi Tyson hạ gục Spinks ở hiệp đầu tiên; nhiều người coi đây là đỉnh cao của danh tiếng và khả năng đấm bốc của Tyson.

## Tranh cãi và trận thua bất ngờ
Trong thời gian này, các vấn đề của Tyson bên ngoài võ đài cũng bắt đầu xuất hiện. Cuộc hôn nhân của anh với Robin Givens đang hướng đến ly hôn, và hợp đồng tương lai của anh thì bị Don King và Bill Cayton giành nhau. Cuối năm 1988, Tyson chia tay với người quản lý Bill Cayton và sa thải huấn luyện viên lâu năm Kevin Rooney, người đàn ông được nhiều người tin tưởng vì đã mài giũa kỹ năng của Tyson sau cái chết của D'Amato. Sau sự ra đi của Rooney, các nhà phê bình cho rằng Tyson bắt đầu sử dụng phong cách peek-a-boo một cách rời rạc. Năm 1989, Tyson chỉ có hai trận đấu trong bối cảnh đời sống cá nhân rối bời. Anh phải đối mặt với võ sĩ người Anh Frank Bruno vào tháng 2. Bruno đã làm choáng váng Tyson ở cuối hiệp đầu tiên, mặc dù Tyson tiếp tục đánh gục Bruno ở hiệp 5. Tyson sau đó hạ gục Carl "The Truth" Williams ở hiệp đầu tiên vào tháng 7 cùng năm.
Đến năm 1990, Tyson dường như mất phương hướng, và cuộc sống cá nhân của anh đã bị xáo trộn với các báo cáo về việc anh ít tập luyện chăm chỉ hơn trước trận đấu với Buster Douglas. Trong trận đấu vào ngày 11 tháng 2 năm 1990, anh đã mất chức vô địch không thể tranh cãi trước Douglas ở Tokyo. Tyson là một yêu thích cá cược lớn; Mirage, sòng bạc duy nhất đưa ra tỷ lệ cược cho cuộc chiến, đưa ra tỷ lệ cược cho Tyson là 42/1. Tuy nhiên, Douglas đã ở đỉnh cao cảm xúc sau khi mất người mẹ vì đột quỵ 23 ngày trước trận đấu; và Douglas đã chiến đấu một trận đấu để đời. Trái ngược với các báo cáo rằng Tyson xuống phong độ, tại thời điểm thi đấu anh có cơ bắp nổi rõ, không có mỡ cơ thể và nặng 220 và 1/2 pound, chỉ nặng hơn hai pound khi Tyson đánh bại Michael Spinks 20 tháng trước đó. Tuy nhiên, về mặt tinh thần, Tyson đã không được chuẩn bị. Anh ta đã thất bại trong việc tìm cách vượt qua cú đấm nhanh của Douglas với sải tay 12 inch (30 cm) dài hơn mang lợi thế. Tyson đã đánh trúng Douglas với một cú uppercut ở hiệp 8 và hạ gục anh ta xuống sàn, nhưng Douglas đã hồi phục đủ để trao cho Tyson một cú đánh nặng nề trong hai hiệp tiếp theo. Sau trận chiến, người phe Tyson phàn nàn rằng số đếm quá chậm và Douglas đã mất hơn mười giây để đứng lên. Hiệp 10 bắt đầu chỉ mới 35 giây, Douglas đã tung ra một cú đấm mạnh mẽ, theo sau là một cú liên hoàn bốn cú đấm đưa Tyson va mạnh vào dây thừng võ đài lần đầu tiên trong sự nghiệp. Trọng tài Octavio Meyran đã đếm nhưng Tyson không dậy nổi.
Chiến thắng bằng KO của Douglas trước Tyson, "người đàn ông tồi tệ nhất hành tinh" vốn bất bại trước đây và được cho là võ sĩ đáng sợ nhất trong môn quyền anh chuyên nghiệp lúc bấy giờ, được mô tả là một trong những trận đấu gây sốc nhất trong lịch sử thể thao hiện đại.

## Hậu trận đấu với Douglas
Sau trận thua, Tyson đã hồi phục với hai trận thắng KO ngay từ hiệp 1 trước Henry Tillman  và Alex Stewart . Chiến thắng của Tyson trước Tillman, huy chương vàng hạng nặng Olympic 1984, đã cho phép Tyson trả thù cho những trận thua khi còn nghiệp dư của mình trước Tillman. Những trận đấu này đã thiết lập một trận đấu loại để hướng tới trận đấu giành chức vô địch hạng nặng thế giới không thể tranh cãi, mà Evander Holyfield đã giành được từ Douglas trong lần bảo vệ danh hiệu đầu tiên.
Tyson, người là ứng cử viên số một, phải đối mặt với ứng cử viên số hai Donovan "Dao cạo" Ruddock vào ngày 18 tháng 3 năm 1991, tại Las Vegas. Ruddock được xem là võ sĩ hạng nặng nguy hiểm nhất lúc đó và được cho là một trong những đối thủ nặng ký nhất. Tyson và Ruddock đã trả đòn qua lại trong hầu hết thời gian trận đấu, cho đến khi trọng tài Richard Steele ra quyết định gây tranh cãi dừng trận đấu vào hiệp thứ bảy có lợi cho Tyson. Quyết định này đã gây phẫn nộ cho người hâm mộ tham dự, gây ra một cuộc hỗn chiến trong đám đông khán giả. Trọng tài đã phải được hộ tống để thoát ra khỏi sàn đấu.
Tyson và Ruddock đã gặp lại nhau vào ngày 28 tháng 6 năm đó, với việc Tyson hạ gục Ruddock hai lần và giành được quyết định nhất trí của trọng tài sau 12 vòng 113-109, 114-108 và 114-108. Một cuộc chiến giữa Tyson và Holyfield cho chức vô địch không thể tranh cãi đã được lên kế hoạch vào ngày 8 tháng 11 năm 1991, tại Caesars Palace ở Las Vegas, nhưng Tyson đã phải rút lui sau khi bị chấn thương sụn sườn trong quá trình huấn luyện.

## Hiếp dâm bị kết án, nhà tù, và cải tạo
Tyson bị bắt vào tháng 7 năm 1991 vì tội hiếp dâm Desiree Washington, 18 tuổi, Hoa hậu da đen Rhode Island, trong một phòng khách sạn ở Indianapolis. Phiên tòa xét xử vụ hiếp dâm của Tyson diễn ra tại tòa án cấp cao của Hạt Marion từ ngày 26 tháng 1 đến ngày 10 tháng 2 năm 1992.
Một phần câu chuyện bị hiếp dâm của Washington đến từ lời khai từ tài xế của Tyson, Virginia Foster, người đã xác nhận tình trạng sốc của Desiree Washington sau vụ việc. Lời khai thêm đến từ Thomas Richardson, bác sĩ phòng cấp cứu đã kiểm tra Washington hơn 24 giờ sau vụ việc và xác nhận rằng tình trạng thể chất của Washington phù hợp với việc bị hiếp dâm.
Theo lời khai trực tiếp trước tòa của Tyson do luật sư bào chữa Vincent J. Fuller chỉ đạo, Tyson tuyên bố rằng mọi thứ đã diễn ra với sự đồng ý hoàn toàn của Washington và ông tuyên bố không ép buộc cô gái. Khi bị công tố viên chính Gregory Garrison kiểm tra chéo, Tyson phủ nhận tuyên bố rằng ông đã lừa dối Washington và khăng khăng rằng cô ta muốn quan hệ tình dục với mình. Tyson bị kết án về tội hiếp dâm vào ngày 10 tháng 2 năm 1992 sau khi bồi thẩm đoàn cân nhắc trong gần 10 giờ.
Alan Dershowitz, đóng vai trò là luật sư của Tyson, đã đệ đơn kháng cáo, nói đây là sai lầm của luật pháp trong việc loại trừ bằng chứng về hành vi tình dục trong quá khứ của nạn nhân (được gọi làRape Shield Law), loại trừ ba nhân chứng bào chữa tiềm năng và thiếu bồi thẩm đoàn hướng dẫn về sai lầm trung thực và hợp lý của thực tế diễn ra. Tòa án phúc thẩm Indiana phán quyết chống lại Tyson trong cuộc bỏ phiếu với kết quả 2-1. Tòa án Tối cao Indiana đã để cho ý kiến của tòa án cấp dưới được giữ nguyên do kết quả hòa 2-2 trong bản đánh giá của Tòa Tối cao. Việc bỏ phiếu hòa do Chánh án Tòa án Tối cao Indiana lúc đó đã tự mình rút lui ra khỏi vụ án. Chánh án sau đó tiết lộ rằng ông đã làm như vậy vì một cuộc tranh cãi nảy lửa giữa vợ ông và Dershowitz tại cuộc hội ngộ của Trường Luật Yale liên quan đến vụ án. Vào ngày 26 tháng 3 năm 1992, Tyson bị kết án sáu năm tù cùng với bốn năm quản chế. Mặc dù mới 25 tuổi vào thời điểm phạm tội, anh ta đã được chỉ định đến Trung tâm Thanh thiếu niên Indiana (nay là Cơ sở cải huấn Plainfield) vào tháng 4 năm 1992, và anh ta được thả ra vào tháng 3 năm 1995 sau khi ở tù chưa đầy ba năm. Khi ở trong tù, Tyson đã chuyển đổi sang đạo Hồi và lấy tên Hồi giáo Malik Abdul Aziz  (mặc dù một số nguồn tin cho biết việc anh dùng một tên Hồi giáo khác, Malik Shabazz).
Do bị kết án, Tyson được yêu cầu phải đăng ký là tội phạm tình dục cấp II theo luật liên bang. 

## Trở lại
Sau khi được tha sớm khỏi nhà tù, Tyson dễ dàng giành chiến thắng trong trận đấu với Peter McNeeley và Buster Mathis Jr. Trận đấu trở lại đầu tiên của Tyson thu về hơn 96 triệu đô la Mỹ trên toàn thế giới, bao gồm một kỷ lục Hoa Kỳ 63 triệu đô la Mỹ cho truyền hình PPV. Có 1,52 triệu hộ gia đình đăng ký mua xem trực tiếp trận đấu, tạo ra kỷ lục về số người xem và doanh thu PPV. Cuộc chiến kéo dài 89 giây đã gợi ra những lời chỉ trích rằng ban lãnh đạo của Tyson đã cho Tyson đấu với những võ sĩ kém cỏi để đảm bảo chiến thắng dễ dàng cho sự trở lại của anh. TV Guide đã đưa trận đấu Tyson-McNeeley vào danh sách 50 khoảnh khắc thể thao truyền hình vĩ đại nhất mọi thời đại của họ trong năm 1998.
Tyson đã lấy lại được một đai vô địch bằng cách dễ dàng giành được danh hiệu WBC trước Frank Bruno vào tháng 3 năm 1996. Đó là trận đấu thứ hai giữa hai người và Tyson đã hạ gục Bruno ở vòng thứ ba. Năm 1996, Lennox Lewis đã từ chối khoản tiền 13,5 triệu đô la để đấu với Tyson. Đây sẽ là số tiền cho trận đấu cao nhất của Lewis cho đến nay. Sau đó, Lewis đã chấp nhận 4 triệu đô la từ Don King để bước sang một bên và cho phép Tyson chiến đấu với Bruce Seldon với số tiền dự kiến là 30 triệu đô la Mỹ thay vì với ý định rằng nếu Tyson đánh bại Seldon, Tyson sẽ chiến đấu với Lewis tiếp theo. Tyson đã có thêm đai vô địch WBA bằng cách đánh bại nhà vô địch Seldon trong hiệp đầu tiên vào tháng 9 năm đó. Seldon bị chỉ trích nặng nề và bị chế giễu trên báo chí nổi tiếng vì dường như sụp đổ trước những cú đấm vô thưởng vô phạt của Tyson.

### Các trận đấu Tyson-Holyfield

#### Tyson vs Holyfield I
Tyson đã cố gắng bảo vệ danh hiệu WBA trước Evander HolyfieldAnh, người cũng đang trong cuộc chiến thứ tư trong lần trở lại với sàn đấu quyền. Holyfield đã nghỉ hưu vào năm 1994 sau khi mất chức vô địch của mình khi thua Michael Moorer. Người ta nói rằng Don King và những người khác đã cho rằng cựu vô địch Holyfield, lúc đó 34 tuổi và là một tay đấm được cho là kém hơn, là một võ sĩ đã hết thời.
Vào ngày 9 tháng 11 năm 1996, tại Las Vegas, Nevada, Tyson phải đối mặt với Holyfield trong một trận đấu được mang tên "Finally (Cuối cùng)". Trong một diễn biến đáng ngạc nhiên, Holyfield, người được nhiều nhà bình luận cho rằng gần như không có cơ hội chiến thắng, đã đánh bại Tyson bằng TKO khi trọng tài Mitch Halpern dừng trận đấu ở hiệp 11. Holyfield trở thành võ sĩ thứ hai giành được đai vô địch hạng nặng ba lần. Chiến thắng của Holyfield đã bị những lời cáo buộc từ đội của Tyson rằng Holyfield đã dùng những cú húc đầu thường xuyên  trong trận đấu. Mặc dù các cú húc đầu này đã được trọng tài kết luận là do tình cờ, chúng sẽ trở thành một điểm gây tranh cãi trong trận tái đấu sau đó.

#### Tyson vs Holyfield II và sau đó
Tyson và Holyfield đã chiến đấu với nhau một lần nữa vào ngày 28 tháng 6 năm 1997. Ban đầu, Halpern được cử làm trọng tài, nhưng sau khi đội của Tyson phản đối, Halpern đã nhường bước để ủng hộ Mills Lane. Trận tái đấu rất được mong đợi này được đặt tên là The Sound and the Fury, và nó được tổ chức tại MGM Grand Garden Arena, Las Vegas, nơi diễn ra trận đấu đầu tiên. Đó là một sự kiện sinh lợi nhuận, thu hút sự chú ý nhiều hơn so với lần đầu tiên và thu về 100 triệu đô la Mỹ. Tyson nhận được 30  triệu đô la và Holyfield nhận 35 triệu đô la, khoản tiền thưởng cho quyền Anh chuyên nghiệp được trả cao nhất cho đến năm 2007  Có1.99 triệu hộ gia đình bỏ tiền xem trực tiếp trận đấu, lập kỷ lục tỷ lệ mua trả tiền theo lượt xem cho đến ngày 5 tháng 5 năm 2007, bị trận đấu Oscar De La Hoya vs. Floyd Mayweather Jr. vượt qua 
Sớm trở thành một trong những sự kiện gây tranh cãi nhất trong các môn thể thao hiện đại, trận đấu đã dừng lại ở cuối hiệp thứ ba, với Tyson bị loại (disqualified) vì cắn cả hai tai của Holyfield. Lần đầu tiên Tyson cắn Holyfield, trận đấu tạm thời dừng lại. Trọng tài Mills Lane đã trừ Tyson hai điểm và cuộc chiến lại tiếp tục. Tuy nhiên, sau khi trận đấu được tiếp tục, Tyson cắn tai Holyfield một lần nữa, dẫn đến việc anh ta bị loại (disqualified) và Holyfield đã thắng trận đấu. Một vết cắn nghiêm trọng tới mức đã cắt đứt một phần tai phải của Holyfield, được tìm thấy trên sàn đấu sau trận. Tyson sau đó tuyên bố rằng hành động của anh ta là sự trả thù cho Holyfield liên tục húc đầu vào Tyson trong trận trước mà không hề bị phạt. Hỗn loạn xảy ra sau khi kết thúc trận đấu và thông báo về quyết định này, một cuộc bạo loạn gần xảy ra trên sàn đấu và một số người bị thương. Tyson Holyfield II là cuộc chiến danh hiệu hạng nặng đầu tiên trong hơn 50 năm kết thúc với một võ sĩ bị loại (disqualified).
Như một hậu quả sau đó từ vụ việc, số tiền thưởng 30 triệu đô la của Tyson đã bị Ủy ban quyền anh bang Nevada trừ ngay 3 triệu đô la (số tiền lớn nhất có thể trừ từ tiền thưởng một cách hợp pháp vào thời điểm đó). Hai ngày sau cuộc chiến, Tyson đã đưa ra một tuyên bố, xin lỗi Holyfield vì hành động của mình và xin không bị cấm thi đấu suốt đời vì vụ việc này. Tyson bị lên án mọi mặt trên các phương tiện truyền thông nhưng không phải không có người bảo vệ. Tiểu thuyết gia và nhà bình luận Kinda Dunn đã viết một chuyên mục chỉ trích khả năng thể thao của Holyfield trong trận đấu gây tranh cãi và buộc tội các phương tiện truyền thông đã thiên vị chống lại Tyson.
Vào ngày 9 tháng 7 năm 1997, giấy phép thi đấu quyền Anh của Tyson đã bị Ủy ban thể thao bang Nevada hủy bỏ trong một cuộc bỏ phiếu hoàn toàn nhất trí; anh cũng bị phạt 3 triệu đô la Mỹ và phải trả các chi phí pháp lý của phiên điều trần. Vì hầu hết các ủy ban thể thao của tiểu bang đều tôn trọng các lệnh trừng phạt do các tiểu bang khác áp đặt, điều này thực sự khiến Tyson không thể thi đấu quyền Anh ở Hoa Kỳ. Việc thu hồi giấy phép này không phải là vĩnh viễn, vì ủy ban đã bỏ phiếu với tỷ lệ 4-1 để khôi phục giấy phép đấu quyền Anh của Tyson vào ngày 18 tháng 10 năm 1998.
Trong thời gian rời xa quyền Anh năm 1998, Tyson đã xuất hiện với tư cách khách mời tại WrestleMania XIV với tư cách là người đảm bảo trật tự cho trận đấu chính giữa Shawn Michaels và Steve Austin. Trong thời gian này, Tyson cũng là một thành viên không chính thức của sàn tập D-Generation X của Michaels. Tyson được trả 3 triệu đô la Mỹ cho việc làm khách mời đảm bảo trật tự cho trận đấu tại WrestleMania XIV.

## 1999-2005

### Sau khi Holyfield
Vào tháng 1 năm 1999, Tyson trở lại võ đài để chống lại các Francois Botha Nam Phi, trong một cuộc chiến đã kết thúc trong tranh cãi. Trong khi Botha bước đầu kiểm soát trận đấu, Tyson bị cáo buộc đã cố gắng để phá vỡ vòng tay của Botha trong một tie-up và cả hai võ sĩ đã được cảnh báo bởi các trọng tài trong trận đấu này bị bệnh nóng tính. Botha đã đi trước vào các điểm trên tất cả các bảng điểm và đủ tự tin để thử Tyson như cuộc chiến tiếp tục. Tuy nhiên, Tyson hạ cánh xuống một cánh tay phải thẳng ở vòng thứ năm mà gõ ra Botha. [103] Các nhà phê bình nhận thấy Tyson đã ngừng sử dụng bob và dệt vệ hoàn toàn sau này trở lại. [104]
Các vấn đề pháp lý bắt kịp với Tyson một lần nữa. Ngày 05 tháng 2 năm 1999, Tyson đã bị kết án tù một năm, bị phạt $ 5,000, và ra lệnh để phục vụ hai năm quản chế và thực hiện 200 giờ phục vụ cộng đồng vì hành hung hai người lái xe sau một tai nạn giao thông trên 31 tháng 8, năm 1998. [105] Ông phục vụ chín tháng của câu đó. Sau khi phát hành của mình, ông đã chiến đấu Orlin Norris on ngày 23 tháng 10 năm 1999. Tyson rời Norris với một cú móc trái ném sau khi tiếng chuông vang để kết thúc vòng đầu tiên. Norris thương đầu gối của mình khi anh ta bị ngã và nói rằng ông đã không thể tiếp tục chiến đấu. Do đó, cuộc đọ sức được cai trị một không có cuộc thi. [106]
"Tôi là người tốt nhất bao giờ hết. Tôi là, nhà vô địch tàn nhẫn nhất tàn bạo nhất và luẩn quẩn đó đã từng bị. Không ai có thể ngăn cản tôi. Lennox là một nhà chinh phục? Không! Tôi Alexander! Anh không còn được Alexander tôi! 'm là tốt nhất bao giờ hết. Có bao giờ được ai là tàn nhẫn. Tôi Sonny Liston. Tôi Jack Dempsey. Không có ai như tôi. Tôi đến từ vải của họ. Không có ai có thể phù hợp với tôi. Phong cách của tôi là bốc đồng, quốc phòng của tôi là bất khả xâm phạm, và tôi chỉ là hung dữ. Tôi muốn trái tim của bạn! Tôi muốn ăn con! Ngợi khen Allah! "
Sau chiến cuộc phỏng vấn -Tyson sau khi gõ ra Lou Savarese 38 giây vào bout vào tháng 6 năm 2000. [107]
Năm 2000, Tyson đã có ba chiến đấu. Việc đầu tiên được tổ chức tại MEN Arena, Manchester, Anh và Julius Francis. Sau nhiều tranh cãi về việc liệu Tyson nên được phép vào nước này, ông mất bốn phút để knock out Francis, kết thúc trận đấu này trong vòng hai [108] Ông cũng đã chiến đấu Lou Savarese vào tháng 6 năm 2000 tại Glasgow, chiến thắng ở vòng đầu tiên. cuộc chiến kéo dài chỉ 38 giây. Tyson tiếp tục đấm sau khi trọng tài đã dừng cuộc chiến, đẩy trọng tài xuống sàn khi ông đã cố gắng để tách các võ sĩ. [109] Trong tháng mười, Tyson đã chiến đấu gây tranh cãi tương tự Andrew Golota, [110] chiến thắng trong vòng ba sau khi Gołota là không thể để tiếp tục do quai hàm bị gãy. Kết quả sau đó đã được thay đổi để không có cuộc thi sau khi Tyson đã từ chối tham gia một thử nghiệm ma túy trước cuộc chiến và sau đó thử nghiệm dương tính với cần sa trong một thử nghiệm nước tiểu sau cuộc chiến. [111] Tyson chỉ chiến đấu một lần vào năm 2001, đánh bại Brian Nielsen tại Copenhagen với một TKO vòng thứ bảy. [112]

### Lewis vs Tyson
Các Lewis-Tyson chiến xảy ra vào ngày 8 tháng 6 năm 2002, là một trong những chiến đấu hạng nặng được mong đợi nhất trong năm.
Tyson một lần nữa có cơ hội để chiến đấu cho một chức vô địch hạng nặng vào năm 2002. Lennox Lewis tổ chức WBC, IBF, IBO và các chức danh Lineal vào thời điểm đó. Như hứa hẹn tài tử, Tyson và Lewis đã tranh cãi tại một trại huấn luyện tại một cuộc họp của Cus D'Amato bố trí vào năm 1984. [113] Tyson đã tìm cách chống Lewis ở Nevada cho một địa điểm phòng vé hấp dẫn hơn, nhưng Ủy ban Boxing Nevada từ chối ông một giấy phép để hộp như ông đã phải đối mặt với cáo buộc tấn công tình dục có thể vào thời điểm đó. [114]
Hai năm trước khi trận đấu này, Tyson đã thực hiện một số nhận xét viêm Lewis trong một cuộc phỏng vấn sau cuộc chiến Savarese. Các nhận xét bao gồm các tuyên bố "Tôi muốn trái tim của bạn, tôi muốn ăn con của mình." [115] Ngày 22 tháng 1 năm 2002, hai võ sĩ và cùng đi trong Đoàn đã tham gia vào một vụ ẩu đả tại một cuộc họp báo New York để công bố công khai các sự kiện theo kế hoạch. [116] Một vài tuần sau đó, Ủy ban Athletic Nevada State từ chối cấp giấy phép Tyson cho cuộc chiến, buộc các nhà tổ chức để sắp xếp thay thế. Sau nhiều tiểu bang bỏ qua việc cấp giấy phép Tyson, cuộc chiến cuối cùng diễn ra vào tháng 8 tại Arena Pyramid ở Memphis, Tennessee. Lewis chiếm ưu thế trong cuộc chiến và bị loại Tyson với một cái móc ngay ở vòng thứ tám. Tyson đã được tôn trọng sau cuộc chiến và ca ngợi Lewis chiến thắng của anh. [117] Cuộc chiến này là sự kiện có doanh thu cao nhất trong lịch sử pay-per-view tại thời điểm đó, tạo ra 106.900.000 $ từ 1.950.000 mua tại Mỹ. [90] [ 91]

## Cuối sự nghiệp, phá sản và nghỉ hưu
Trong một trận đánh tại Memphis vào ngày 22 tháng 2 năm 2003, Tyson đánh bại Clifford Etienne tại giây 49 trong hiệp 1. Một số người nói rằng ông có thời gian không tập luyện để tiệc tùng ở Las Vegas và có được một hình xăm trên khuôn mặt mới.

## Điện ảnh
Mike Tyson tham gia một số bộ phim với nhiều vai khác nhau. Đáng chú ý có thể kể đến Diệp Vấn 3, trong đó ông đóng vai Frank, một tay buôn bất động sản có màn đấu võ với Diệp Vấn (do Chân Tử Đan đóng) có giới hạn thời gian 3 phút.
- The Hangover 2009
- Diệp Vấn 3 2015